# Variación contingente negativa
La variación negativa contingente (VNC) es un cambio de potencial [evocado promediado] negativo lento y de larga duración que se desarrolla sobre la región frontocentral del cerebro durante el intervalo entre dos estímulos, el primero que sirve de aviso y el segundo que sirve de estímulo imperativo y al que el sujeto debe responder de forma externa o encubierta.
La VNC comienza después del último componente positivo del potencial evocado correspondiente al primer estímulo (E1) -entre 200 y 400 milisegundos- y termina abruptamente con la presentación del segundo estímulo (E2).
La amplitud máxima alcanzada es superior a la de otros componentes de los potenciales evocados, aproximadamente entre 20 y 40 microvoltios. La duración y topografía depende del lapso que separa los dos estímulos. Generalmente es de un segundo, aunque se han observado VNC incluso con lapsos entre estímulos de 20 segundos.
- Datos: Q5165363

Arnau Gras, J. (1992). Aplicación de las técnicas de suavizado en la variación negativa contingente (CNV). En Anuario de psicología / (Issue 55, pp. 37–52). Paidós.